# Свети Архангел Михаил (Трявна)
Вижте пояснителната страница за други значения на Свети Архангел Михаил.
„Свети Архангел Михаил“ в Трявна е възрожденска православна църква, паметник на културата, изградена наново през 1819 г., след опожаряване от кърджалии.

## Архитектура
Църквата е вкопана с 5-6 стъпала под земята. Представлява трикорабна псевдобазилика, едноапсидна с притвор и две странични конхи. Корабите са разделени от шест двойки колони, които са покрити с полуцилиндрични сводове. Височината на средния кораб е 7,40 m, а страничните са по 6,10 m. Наосът е дълъг 19,67 m, широк е 11,50 m.

## Иконостас
В църквата е представено цялостното творчество на майсторите от Тревненската художествена школа. Иконостаса е дело на Папа Витан Млади, братята му Досьо Койов и Симеон Койов, и дядо Дончо от Божковци. Изработен е в периода 1821-1823 г. В него са съчетани елементи от ренесанса, барока, рококо и ампир. В него преобладават растителните мотиви – ружи, божури, гергини, дъбови и папратови листа. Със символичен характер са животинските изображения на лъвове и орли.
Иконите са изографисани от майстори от рода Витановци. Иконите „Св. Богородица с Младенеца“ и „Св. архангел Михаил“ са изографисани от Папа Витан Млади. Иконата „Богородица скърбяща“ е дело на Йоаникий Папа Витанов от 1824 г. Тя е рисувана по „Матер Долороса“ на Гуидо Рени. Иконата „Св. св. Кирил и Методий“ е дело на Цоньо Симеонов през 1866 г. Захариевата зографска фамилия е представена с иконата „Апостол Павел“.
„Царският кръст“ е изработен от палисандрово дърво, чрез дърворезба върху него са изобразени 12 различни сюжета от Евангелието. Камбанарията е изградена на 18 януари 1853 г. В църквата е изграден музей на иконата.